# Hjortronmossen (sumpmark i Finland, Nyland, lat 59,92, long 23,27)
Hjortronmossen är en sumpmark i Finland. Den ligger i Hangö i landskapet Nyland, i den södra delen av landet, 100 km väster om huvudstaden Helsingfors.